# Hovgaardsgade
Hovgaardsgade er en gade beliggende på Østerbro i København. Gaden ligger mellem Lindenovsgade og Jens Munks Gade, tæt ved Nordhavn.

## Baggrund og navngivning
Hovgaardsgade er opkaldt efter Andreas Peter Hovgaard (1853–1910), dansk søofficer og polarforsker, der deltog i flere ekspeditioner til de nordlige polaregne. Gaden er én af fire gader i området, der er opkaldt efter danske polarforskere, hvilket afspejler en lokal tematisk navngivning i kvarteret.

## Bebyggelse
Bebyggelsen i Hovgaardsgade stammer fra begyndelsen af 1900-tallet.